# 見放題2! 〜ET-KING VIDEO CLIP COLLECTION〜
見放題2! 〜ET-KING VIDEO CLIP COLLECTION〜（みほうだい2 〜イーティー・キング　ビデオ　クリップ　コレクション）は、日本のJ-POPグループであるET-KINGのメジャー5枚目のDVDでビデオクリップ集。発売元はユニバーサルJ。

## 概要
ビデオ･クリップ集｢見放題!｣シリーズ第2弾｡シングル｢今｣から「はじまりの言葉 feat.千秋」までのビデオ･クリップに加え､TV-CM映像と、メンバーによる「全曲解説座談会」を撮り下ろしで収録。

## 収録曲
1. 今
2. 君想う花
3. 新恋愛
4. サクラサク
5. 最後の言葉 feat.h
6. 一番音頭#キラッ☆サマー
7. はじまりの言葉 feat.千秋
8. TV-SPOT COLLECTION
9. スペシャル座談会